# Мал Град (остров)
Мал Град или Малиград (алб. Qyteti i Vogël) — остров на высоко расположенном тектоническом озере Преспа, расположенном на границе Греции, Албании и Северной Македонии.

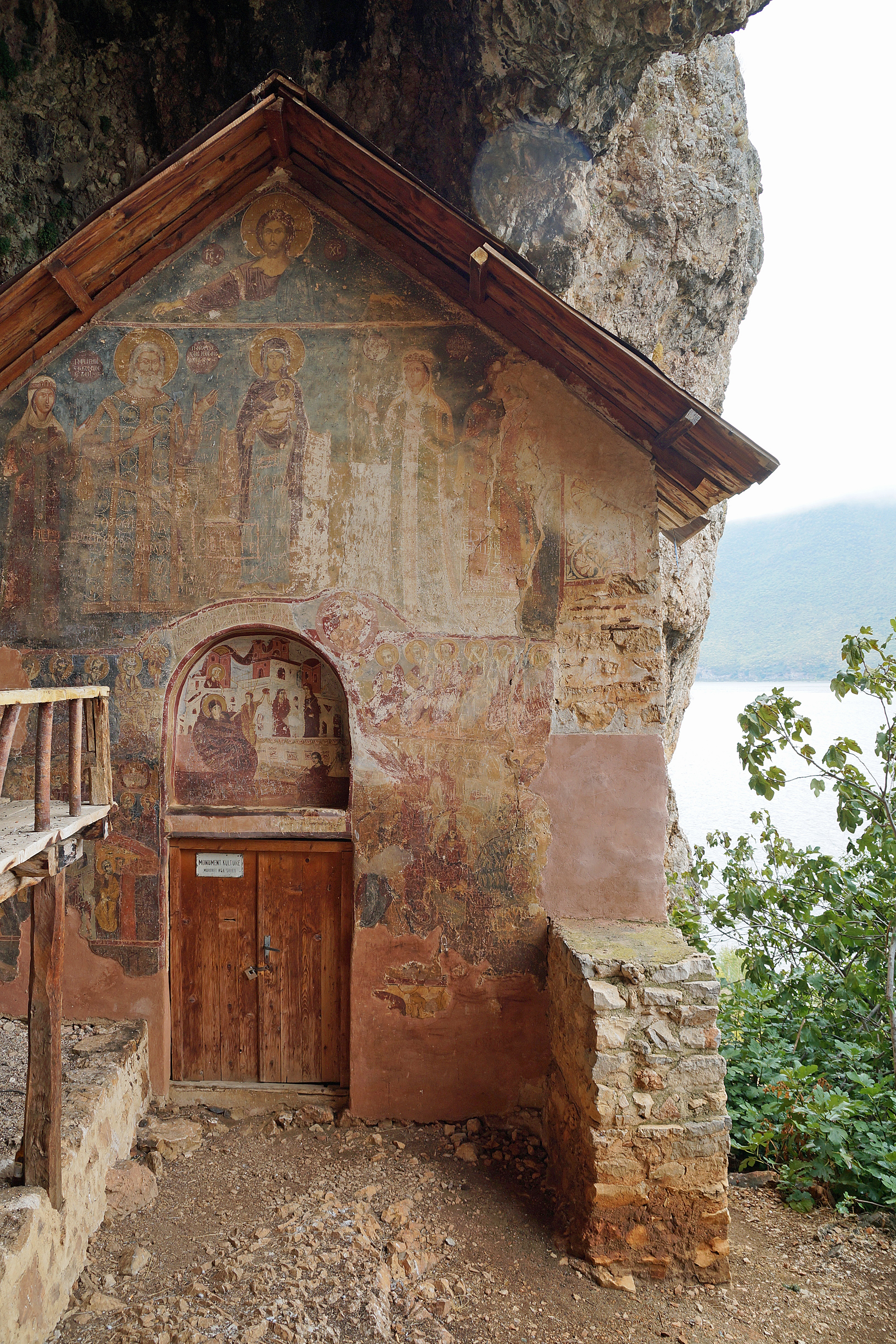
Вход в пещерную церковь «Святая Богородица»

Остров Мал Град находится на высоком плато в албанской части озера Преспа. Площадь около 5 гектаров. Мал Град является меньшим из двух островов озера Преспа, другой — Голем Град значительно больше (20 га). Острова не имеют постоянного населения.
На острове имеется множеством пещер, пригодных для обитания диких животных.
Остров Мал Град, имеющий форму головастика, покрыт небольшим количеством деревьев, остальное — песок.
На острове находятся остатки мужского монастыря XIV века, названного в честь Святого Петра.
Сохранилась пещерная церковь «Святая Богородица».